# Шарифзода, Зариф
Зариф Шарифзода (Зариф Таирович Бобокалонов; 3 ноября 1970 — 18 января 2017, Душанбе, Таджикистан) — таджикский военачальник, начальник Генерального штаба Вооруженных сил Таджикистана (2014—2015); генерал-майор.

## Биография
Окончил два военных вуза. В 2014 г. был отозван с учебы в Военной академии Генштаба Вооруженных сил России.
В 2001 г. был назначен заместителем начальника Главного Штаба Вооруженных сил Республики Таджикистан.
- 2010—2012 гг. — первый заместитель начальника Генерального штаба — начальник Оперативного управления Главного Штаба Вооруженных сил Республики Таджикистан,
- 2014—2015 гг. — начальник Генерального штаба Вооруженных сил — первый заместитель министра обороны Республики Таджикистан.

До января 2017 г. — советник министра обороны Республики Таджикистан.
В 2014 г. сменил имя Зариф Таирович Бобокалонов на Зариф Шарифзода. 
Был освобожден от должности начальника Генштаба после попытки военного мятежа, организованного другим заместителем министра обороны — Абдухалимом Назарзодой.
Погиб в автокатастрофе в центре Душанбе (сам находился за рулем, возвращался домой после работы, допустил столкновение с другим автомобилем).